# 松井英隆
松井 英隆（まつい ひでたか、1960年2月15日 - ）は、日本の裁判官。公害等調整委員会審査官や、証券取引等監視委員会事務局次長、横浜家庭裁判所所長等を経て、東京高等裁判所部総括判事。

## 人物・経歴
東京都出身。中央大学法学部卒業後、1985年東京地方裁判所判事補任官。主に民事事件を担当し、2002年公害等調整委員会事務局審査官。2005年東京地方裁判所判事。2007年東京地方裁判所部総括判事。2011年証券取引等監視委員会事務局次長。2013年東京地方裁判所部総括判事。2015年横浜地方裁判所部総括判事。2017年鹿児島地方裁判所長、鹿児島家庭裁判所長。2019年熊本地方裁判所長。2021年大阪高等裁判所部総括判事。2022年横浜家庭裁判所所長。2023年東京高等裁判所部総括判事。

## 裁判
- 藤本美貴が週刊新潮の報道に関し新潮社を名誉棄損で訴えた事件で、新潮社に対し「客観的な裏付けを欠き真実とは認められない」として400万円の損害賠償を命じた[6]。
- 有冨正憲東京工業大学名誉教授が毎日新聞の記事で名誉棄損を受けたと訴えた事件で、毎日新聞社に対し「メーカーに便宜を図る目的で審議を主導したとの事実は認められない」として165万円の損害賠償を命じた[7]。
- 阪神・淡路大震災でアスベストを含むがれき処理に従事し、その後中皮腫を発症して亡くなった明石市職員の妻が公務災害を認めなかった処分の取り消しを求めた裁判の控訴審で、公務災害を認めた一審判決を破棄し、がれき処理と発症の因果関係を認めない判決を言い渡した[8]。